# The Abbey Road EP
The Abbey Road E.P. är en EP från 1988 med Red Hot Chili Peppers.
Omslaget och albumets namn är en parodi och samtidigt en hyllning av The Beatles kända album Abbey Road. Bandmedlemmarna går över samma övergångsställe som The Beatles gjorde 1969; skillnaden är att de är nakna, sånär som på skor och hatt, samt att alla fyra har trätt en socka över sin penis. Bandet använde vid tillfället ofta denna klädstil på scen.

## Låtlista
| Nr | Titel                       | Längd | Not                        |
| -- | --------------------------- | ----- | -------------------------- |
| 1. | Fire                        | 2.02  | Cover av Jimi Hendrix låt. |
| 2. | Backwoods                   | 3.06  |                            |
| 3. | Catholic School Girls Rule  | 1.57  | singel                     |
| 4. | Hollywood (Africa)          | 5.04  | singel                     |
| 5. | True Men Don't Kill Coyotes | 3.38  | singel                     |